# 彼得·克劳斯 (曲棍球运动员)
彼得·克劳斯（德語：Peter Kraus，1941年6月27日—2024年8月12日），德国前男子曲棍球运动员。他曾代表西德国家队参加1972年夏季奥林匹克运动会曲棍球比赛，获得一枚金牌。